# Capella de Sant Isidre
Sant Isidre és una capella al terme municipal de Sant Fruitós de Bages (Bages) protegida com a bé cultural d'interès local. Típica capelleta rural, de gran simplicitat, construïda probablement a l'època moderna. La seva advocació fa pensar amb el seu caràcter agrari. La població de Sant Fruitós devia anar-hi celebrant aplecs i amb processions. Darrerament ha estat restaurada, arranjant el seu interior, arrebossant les parets i fent-li una nova teulada. També es reforçà, amb ciment, l'antic campanar de pedra.
Capella de dimensions reduïdes - 3,5 x 4,5 m aproximadament-, està situada dalt d'un turó i orientada al sud-oest. La planta és rectangular, només té una nau i la coberta és a dues vessants. Dins la nau es troba un altar fet d'obra i un banc lateral per banda. El portal és rectangular i adovellat amb pedra picada. Damunt d'ell, hi ha una obertura de dimensions reduïdes, -l'única-, des d'on rep la il·luminació de l'exterior. El campanar és d'espadanya i només té un ull.